# Следовик

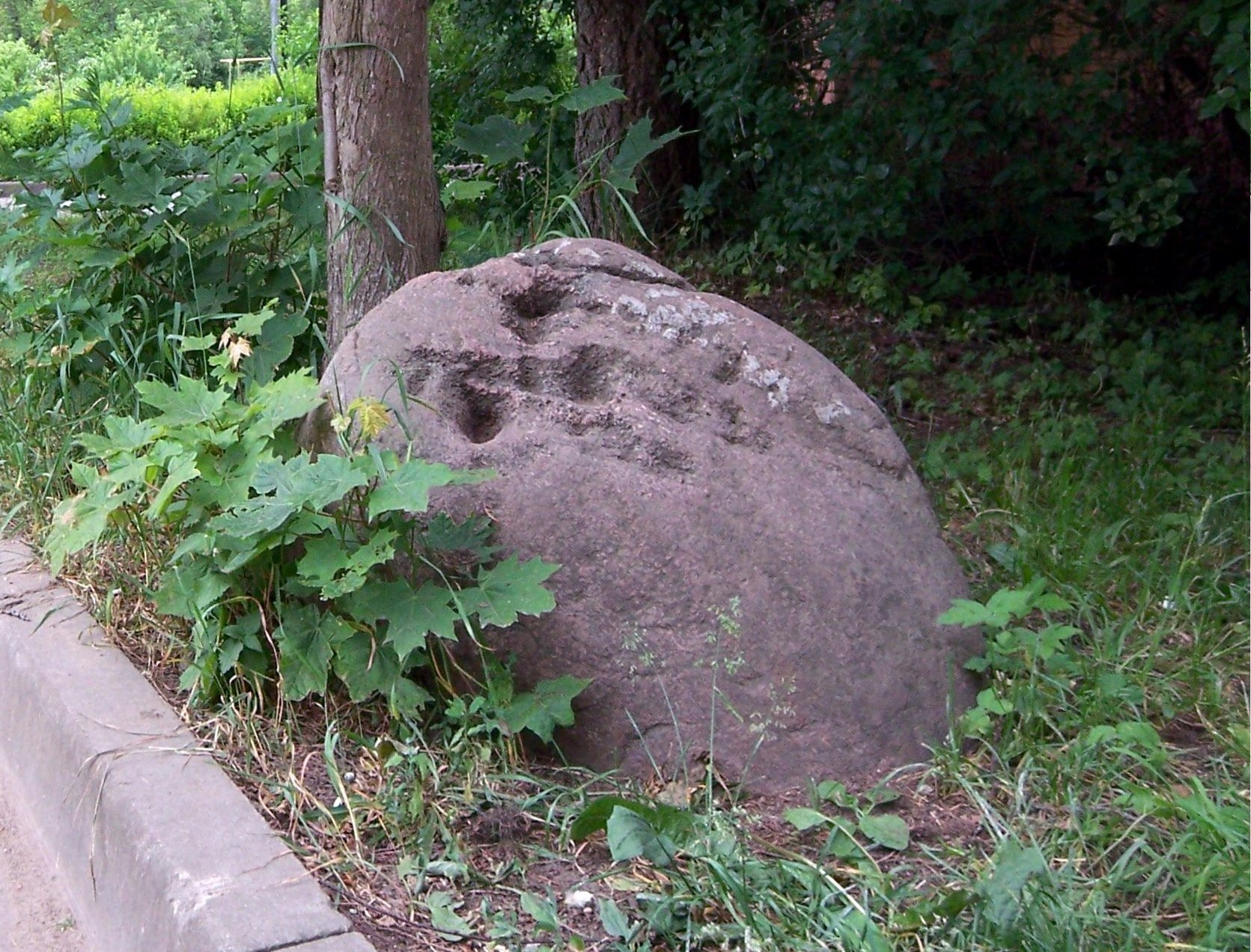
Следовик в Менделеево

Следовик — наиболее распространённый тип священных камней в славянских и финно-угорских языческих практиках (в том числе у карелов и волжских финнов).
Камни-следовики довольно трудно чётко отделить от другого типа священных камней — так называемых «чашечников»: единственное различие между ними заключается в том, что выбоина-«чашка» совсем не обязательно должна напоминать след ноги. Вероятно, оба типа камней имели в прошлом ритуальное назначение и представляют собой разновидности священных камней.

## Предания и обряды
Со множеством следовиков связаны разнообразные легенды. В большинстве христианских легенд о них говорится, что отпечаток ноги на таком камне — это отпечаток ноги Иисуса Христа (или Девы Марии, иногда — кого-либо из святых), который оставил свой след на камне. В некоторых легендах, однако, выбоину в форме следа связывают с Дьяволом, а сам такой камень считают «нечистым» и опасным.
Предполагается, что в прошлом подобные камни могли выполнять функции языческих аналогов рак. Маловероятно, однако, что они использовались в качестве алтарей для совершения кровавых жертвоприношений. Более вероятно, что в выбоинах скапливались дождевая вода и роса, которые считались священными или благословенными и использовались в некоторых ритуалах. Некоторые из подобных ритуалов сохраняются по сей день, будучи адаптированы в христианстве: так, следовик в Почаевской лавре почитается как место теофании Девы Марии и считается одной из важнейших реликвий местного монастыря: паломникам разрешается пить воду, которая накапливается в выбоине камня, считающуюся святой. Следовики и чашечники, часто расположенные в необжитой местности, но при этом относительно доступные, часто почитаются местным населением либо в христианской, либо в неоязыческой интерпретации. При посещении таких камней люди могут оставлять у них продукты питания, сладости, иконы или зажжённые церковные свечи. Вблизи таких камней также могут находиться так называемые «деревья желаний».

## Примеры следовиков
- Синий камень
- Конь-камень (Коневец)
- Чумбылатов камень
- Конь-Камень в селе Козье (Тульская область)
- Конь-камень (Липецкая область)  (Кудеяр камень или Синь-камень)
- Быкобой (Большая Коча)
- Щеглец
- Шутов камень